# Pastasciutta antifascista
La pastasciutta antifascista è un piatto a base di pasta, condita con burro e parmigiano.

## Origine
La pastasciutta antifascista è una tradizione popolare nata in Italia durante la seconda guerra mondiale. La nascita risale al 25 luglio 1943, quando venne destituito e arrestato Benito Mussolini. Il giorno dopo, il 26 luglio, nacque il governo di Pietro Badoglio. La notizia venne accolta con gioia e entusiasmo dalla popolazione, speranzosa nella fine della dittatura e del conflitto, che tuttavia sarebbe proseguito con la Repubblica Sociale Italiana, l'occupazione tedesca e anni di violenza e guerra e la lotta di Liberazione. È del 28 luglio, ad esempio, l'Eccidio delle Reggiane, a Reggio Emilia, durante il quale soldati spararono contro gli operai delle Officine Meccaniche Reggiane, uccidendo 9 persone. 

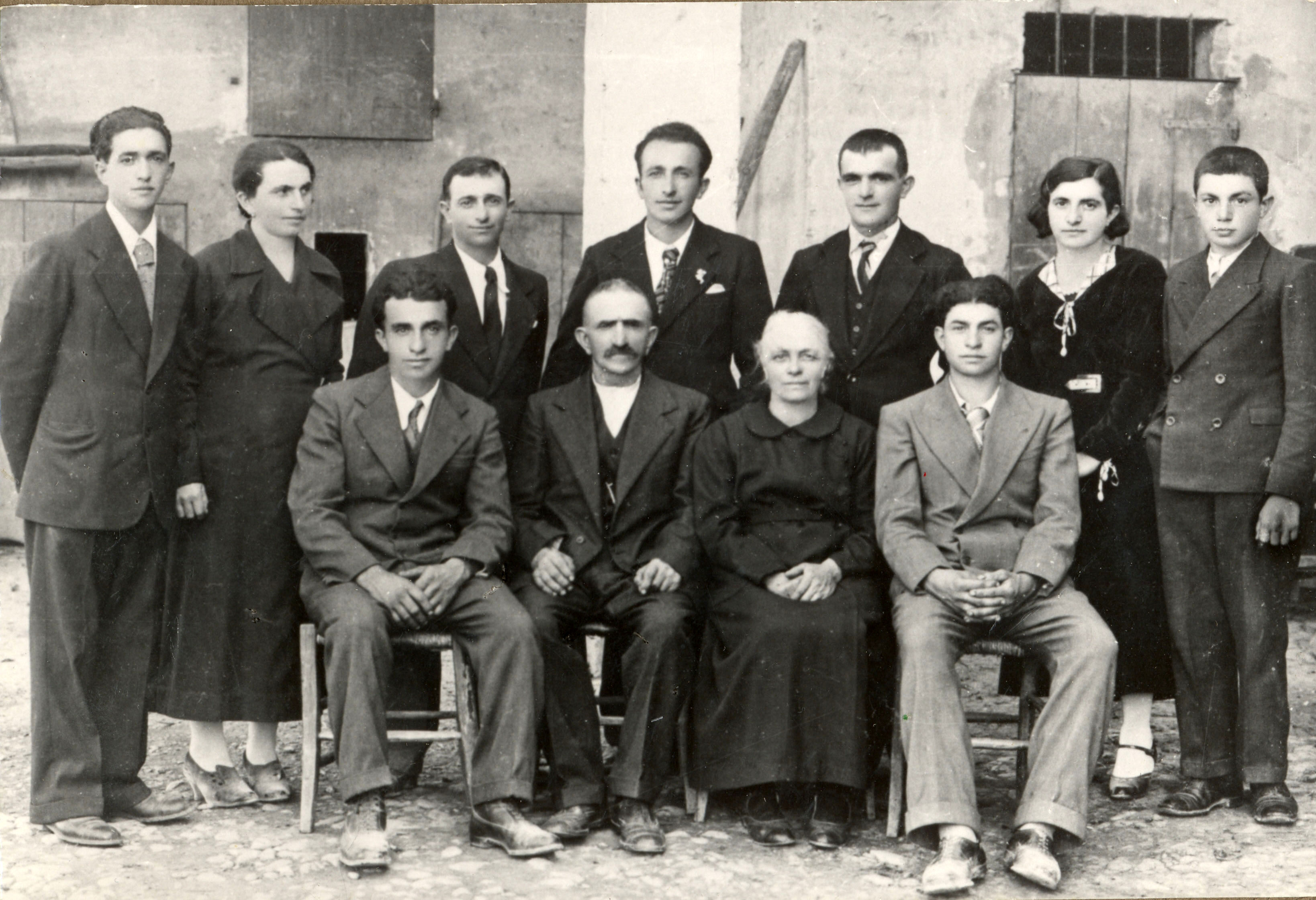
La famiglia Cervi

Il 25 luglio, i Cervi, al ritorno dal lavoro nelle campagne, appresa la destituzione di Mussolini, decisero di festeggiare e di distribuire pastasciutta gratuita alla popolazione. Dopo 21 anni, la dittatura fascista pareva essere alla sua fine e tornava la speranza di una ritrovata libertà.
(Alcide Cervi)
Procuratasi farina, burro e formaggio, caricarono un carro e arrivati alla piazza di Campegine, venne cucinata e distribuita alla popolazione. La pastasciutta fu preparata in grandi quantità e distribuita a tutti, senza distinzione. Fu un gesto simbolico per festeggiare la fine della dittatura e l'inizio della liberazione. La pastasciutta divenne così un simbolo di Resistenza.
La tradizione di distribuire pastasciutta in occasione della Festa della Liberazione è rimasta ed è ancora viva oggi. 
Il 25 luglio, presso l’Istituto Alcide Cervi di Gattatico (Reggio Emilia) si svolge una grande festa: La Storica Pastasciutta Antifascista di Casa Cervi. Si è venuta a creare anche una rete delle pastasciutte antifasciste con una serie di eventi in comuni e città di tutta Italia. La pastasciutta antifascista è un esempio di come il cibo, e un alimento semplice e popolare come la pasta, possa essere momento di comunione e di umanità e condivisione sociale. La pastasciutta antifascista rimane così ricordo e simbolo di un momento importante della storia italiana, messaggio di speranza e umanità per il progresso e per il futuro.

## Ricetta
Portare a ebollizione abbondante acqua salata in una pentola alta. Aggiungere la pasta e cuocere per il tempo di cottura.
Scolare la pasta e passarla in una padella precedentemente riscaldata. Aggiungere un paio di mestoli di acqua di cottura e girare la pasta in modo che si amalgami. Togliere dal fuoco e aggiungere burro e parmigiano, continuando a girare. Eventualmente mantecare ancora con un po' di acqua di cottura e servire.